# Jan Vandrey
Jan Vandrey (Schwedt, 11 de diciembre de 1991) es un deportista alemán que compite en piragüismo en la modalidad de aguas tranquilas.
Participó en los Juegos Olímpicos de Río de Janeiro 2016, obteniendo una medalla de oro en la prueba de C2 1000 m.
Ganó dos medallas en el Campeonato Mundial de Piragüismo, oro en 2017 y plata en 2019, y una medalla de plata en el Campeonato Europeo de Piragüismo de 2017.

## Palmarés internacional
| Juegos Olímpicos   | Juegos Olímpicos         | Juegos Olímpicos | Juegos Olímpicos |
| Año                | Lugar                    | Medalla          | Competición      |
| ------------------ | ------------------------ | ---------------- | ---------------- |
| 2016               | Río de Janeiro (Brasil)  | Medalla de oro   | C2 1000 m        |
| Campeonato Mundial |                          |                  |                  |
| Año                | Lugar                    | Medalla          | Competición      |
| 2017               | Račice (República Checa) | Medalla de oro   | C4 1000 m        |
| 2019               | Szeged (Hungría)         | Medalla de plata | C4 500 m         |
| Campeonato Europeo |                          |                  |                  |
| Año                | Lugar                    | Medalla          | Competición      |
| 2017               | Plovdiv (Bulgaria)       | Medalla de plata | C4 1000 m        |